# Microscopio a risonanza magnetica
Il Microscopio a risonanza magnetica  in sigla inglese MRFM (Magnetic resonance force microscopy) è una tecnica di immagine che fornisce immagini tramite la risonanza magnetica su scala nanometrica e nel futuro possibilmente in scala atomica.
La MRFM è potenzialmente capace di osservare le strutture delle proteine che non possono essere viste utilizzando la cristallografia a raggi X e la spettroscopia a risonanza magnetica nucleare di proteine.
La rilevazione dello spin magnetico di un singolo elettrone è stato dimostrato utilizzando questa tecnica. La sensibilità di un microscopio MRFM è 10 miliardi di volte migliore di una MRI medica usata negli ospedali.
La MRFM è una tecnica concepita per osservare strutture atomiche in 3 dimensioni di una singola molecola.
Concettualmente combina l'idea della risonanza magnetica e del microscopio a forza atomica.
I principi base della scansione MRFM e della possibilità teorica di questa tecnologia furono descritte nel 1991.
La prima immagine di una MRFM fu ottenuta nel 1993 all'IBM Almaden Research Center con una risoluzione verticale di 1-μm e laterale di 5-μm
La risoluzione raggiunse una scala nanometrica nel 2003 mentre nel 2004 ha rilevato lo spin di un singolo elettrone.